# Rüdiger Maresch

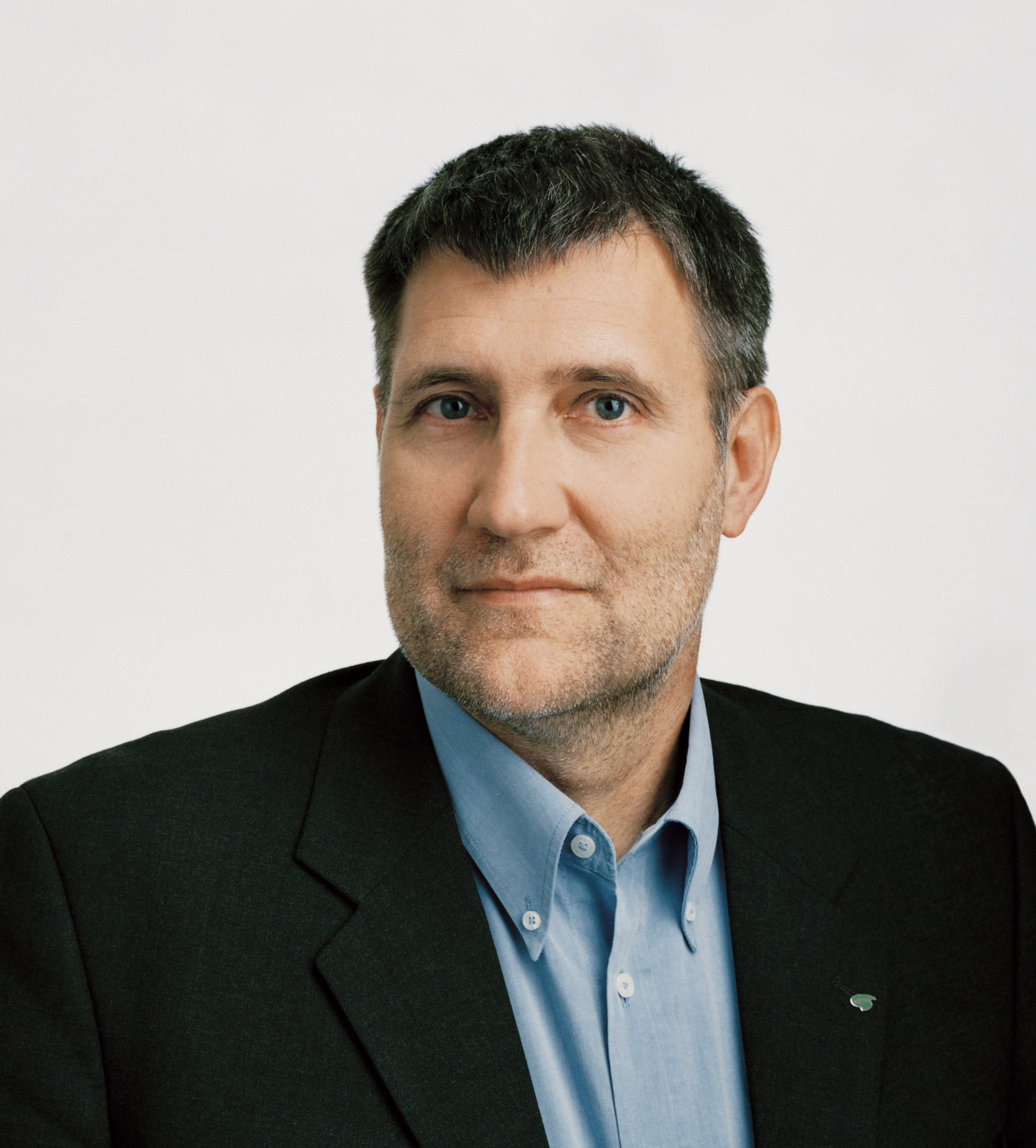
Rüdiger Maresch

Rüdiger Maresch (* 1952) ist ein österreichischer Politiker (Grüne). Er war von 2001 bis 2020 Abgeordneter zum Landtag und Mitglied des Wiener Gemeinderats. 

## Leben
Rüdiger Maresch ist AHS-Lehrer für Englisch, Geschichte und politische Bildung. Er hat nach eigenen Angaben seine politischen Wurzeln in der Studentischen Linken der 1970er Jahre, in der Diskussion um Zwentendorf und Hainburg und war in zahlreiche BürgerInneninitiativen sowie der Alternativen Liste aktiv. Zudem war er Gründungsmitglied der Wiener und der Österreichischen LehrerInneninitiative und parteiunabhängiger Gewerkschafter. Rüdiger Maresch war bis 2001 Klubobmann der Alsergrunder Grünen und wechselte in diesem Jahr in den Landtag und Gemeinderat. Er war Umweltsprecher im Grünen Klub im Rathaus und stellvertretender Vorsitzender des Vereines Agenda 21 Wien. Nach der Landtags- und Gemeinderatswahl in Wien 2020 schied er mit 24. November 2020 aus dem Landtag aus.
Rüdiger Maresch ist verheiratet und hat drei Kinder.

## Auszeichnungen (Auswahl)
- 2023: Großes Silbernes Ehrenzeichen für Verdienste um das Land Wien[1]